# 오히라다이역
오히라다이역(일본어: 大平台駅)은 일본 가나가와현 아시가라시모군 하코네정에 위치한 하코네 등산 철도 철도선의 역이다. 역 번호는 OH 53이다.

## 역사
- 1919년 6월 1일: 영업 개시.

## 역 구조
두단식 승강장 2면 2선의 지상역이다. 스위치 백을 실시한다.
국도 제1호선 변에 있고 역사 자체는 있지만 무인으로, 역무원은 플랫폼 상의 사무실에 상주하고 있다. 차표류의 발매도 플랫폼 상에서 실시하고 있다. 하코네 등산 철도선에서 유일하게 스위치백 교행 열차를 외부로부터 관찰할 수 있다. 과거 낮 시간 때는 전 열차가 교행을 하지 않는 시기도 있었다.
또한, 하코네 등산 철도의 표시 간판이나 팜플렛에서는 각 역의 표고가 제시되어 있고 예전에 349m로 표기되었으나 2013년 재고 조사에서 337m로 정정되었다.

### 타는 곳
| 번호 | 노선             | 방향 | 행선                        | 비고                                  |
| ---- | ---------------- | ---- | --------------------------- | ------------------------------------- |
| 1    | 하코네 등산 전차 | 하행 | 고라・소운잔 방면           | 소운잔 방면은 고라에서 환승           |
| 2    | 하코네 등산 전차 | 상행 | 하코네유모토・오다와라 방면 | 오다와라 방면은 하코네유모토에서 환승 |

## 역 주변
등산 철도 연선으로 수국과 올벚나무가 핀다.
- 오히라다이 온천
- 린센지

## 사진

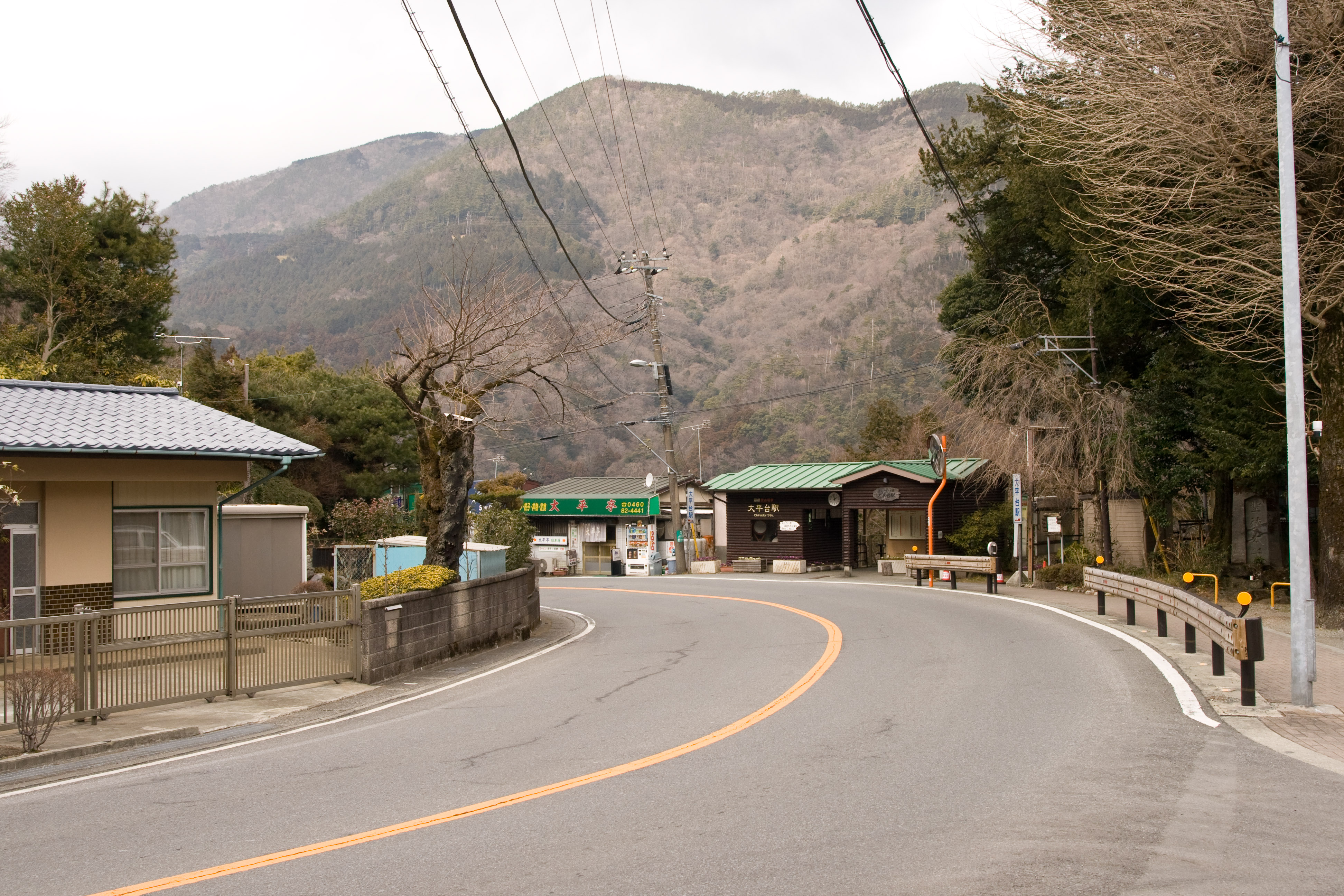
역전 풍경

## 인접역
| 하코네 등산 철도 철도선      | 하코네 등산 철도 철도선 | 하코네 등산 철도 철도선    |
| ---------------------------- | ----------------------- | -------------------------- |
| OH 52 도노사와 오다와라 방면 |                         | 미야노시타 OH 54 고라 방면 |